# ジェリー・サンダスキー
ジェリー・サンダスキー（Jerry Sandusky）、ジェラルド・アーサー・サンダスキー (Gerald Arthur Sandusky, 1944年1月26日 - ) は、アメリカ合衆国の連続児童性的虐待で有罪判決を受けた、大学フットボールの元コーチ。

## 概要

### フットボールのアシスタントコーチ
サンダスキーはキャリア全体を通じて、主にペンシルバニア州立大学でジョー・パターノの下でアシスタントコーチを務めた。サンダスキーは1969年から1999年までペンシルバニア州立大学でアシスタントコーチを務め、キャリアの最後の22年間は守備コーディネーターを務めた。サンダスキーは、1986年と 1999年に「年間最優秀アシスタントコーチ」賞を受賞した。
サンダスキーは、自身のフットボールコーチ経験に関連した数冊の本を執筆している。

### 慈善活動家
1977年、サンダスキーはペンシルベニア州の恵まれず、危険にさらされている若者を支援する非営利慈善団体、セカンド マイルを設立した。1999年にペンシルバニア州立大学を退職した後も、ペンシルバニア州立大学のセカンドマイルで働き続け、2011年まで大学に事務所を置いた。

## 連続児童性的虐待
2年間にわたる大陪審の捜査の後、2011年11月にサンダスキーは「少年への性的虐待の容疑」で逮捕され、1994年から2009年までの15年間に少なくとも10人の8歳から17歳の少年に対して行われた、52件の性的虐待の罪で起訴された。
サンダスキー自らが設立した恵まれない子供を助け、親をサポートするNPO「セカンドマイル」を通じて少年たちと知り合っており、様々な誘い、例えばペンシルバニア州立大学のフットボールの試合への招待チケットなどをちらつかせ、自宅や同大学キャンパスのシャワー室などでわいせつ行為に及んでいた。
そのうちの数人はサンダスキーの性的虐待裁判で不利な証言をした。その後、告訴のうち4件が取り下げられた。
サンダスキーは裁判において、少年たちと一緒にシャワーを浴びたことなどは認めたものの、わいせつ行為については否定した。しかし、その否定の主張は通らなかった。
2012年6月22日、サンダスキーは残りの48件の容疑のうち45件で有罪判決を受けた。2012年10月9日、サンダスキーは懲役30年から60年の判決を受け、2012年10月31日からペンシルベニア刑務所に収監されている。

## 児童虐待事件の影響

### 被害者への賠償
ペンシルベニア州立大学は、被害者たちに総額1億8000万ドル (270億円)もの和解金を支払うことになった。

### 関係者の逮捕
ペンシルベニア州立大学の学長や副学長、体育局長らは、虐待の事実を知っていたにもかかわらず通報などの適切な対策を講じなかったため、大学を解雇された上に逮捕された。サンダスキーの行為を知っていたにもかかわらず、それらを隠そうとし、警察当局への通報を意図的に行わなかったとされ、偽証、司法妨害、子供虐待の疑いの報告義務違反、および関連の罪で起訴された。裁判の結果、それぞれ有罪判決を受け、数か月間ほど刑務所に服役している。
ペンシルベニア州立大学アメフト部監督のパターノは、生涯成績409勝136敗3分を記録して通算最多勝利監督となっていたが、事件を知り得た時期以後の111勝は抹消され、最多勝利監督の栄誉は剥奪された。

### 大学への懲罰
ペンシルベニア州立大学は、事件の発覚後、独立した第三者機関による調査を行うことを決定し、元連邦捜査局 (FBI) ディレクターを雇って調査を行うことになった。米国では、組織や会社による不正が明るみに出た場合には、マスコミは納得するまで追及の手を緩めることはなく、大学としてもうやむやに葬ることができない事が理由である。
このスキャンダルの結果、全米大学体育協会（NCAA）はペンシルベニア州立大学フットボールプログラムに6000万ドル(約90億円)もの罰金、4年間のポストシーズン出場停止、奨学金減額、1998年から2011年までの全勝利のはく奪という制裁を課した。これらの制裁は、NCAA加盟校に対してこれまでに課されたものの中で最も厳しいものの一つであると考えられている。
NCAA会長のマーク・エマートは、今回の制裁は「単なる懲罰的なものではなく、若者の教育、育成、保護よりもフットボールが二度と優先されることのないような運動文化と日常の考え方を大学に確立させるため」に課されたと述べた。
その後、ビッグ・テン・カンファレンスによってさらに 1300万ドル(19.5億円)の罰金が課された。